# Evergrey
Evergrey ist eine Progressive-Metal-Band aus Göteborg in Schweden.

## Bandgeschichte

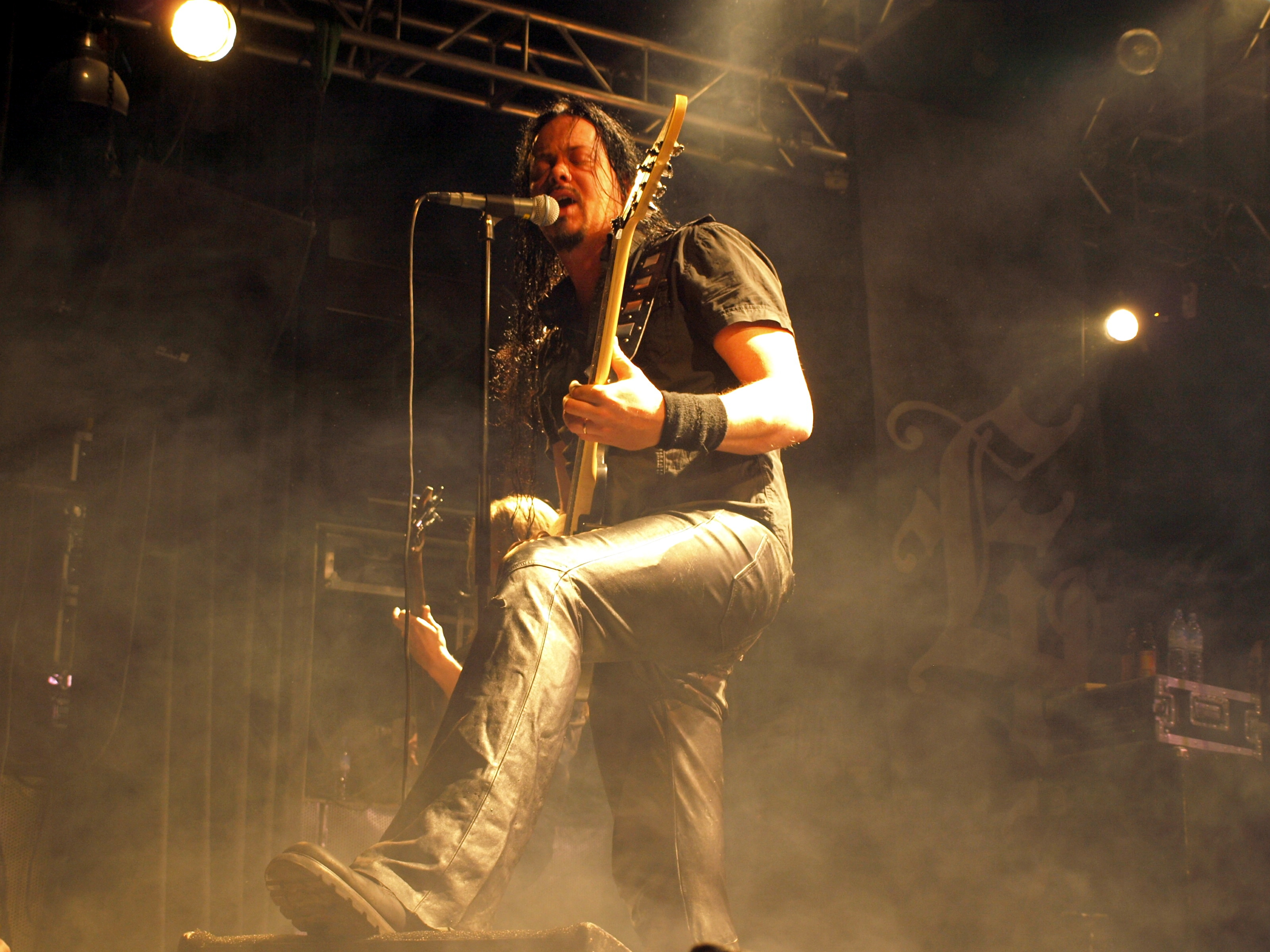
Tom S. Englund live im Nosturi (2008)

Nachdem Englund und Nöjd die Band Ende 1993 gegründet und zusammen mit King-Diamond-Gitarrist Andy LaRoque erste Demos aufgenommen hatten, dem ein geplatzter Plattenvertrag und ein kurzes Gastspiel eines weiteren Sängers folgten, erschien 1998 bei Noiseworks ihr Debütalbum The Dark Discovery, auf dem auch Keyboarder Will Chandra zu hören ist. Nachdem Chandra bald danach die Band verlassen hatte, machte die Band zu viert weiter und wurde mit Dream Theater und Tad Morose verglichen. Anschließend folgten diverse Touren u. a. mit Kamelot und Crimson Glory durch Deutschland.
2001 erschien In Search of Truth, welches erstmals vom deutschen Musiklabel InsideOut Music veröffentlicht wurde. Mit den neuen Mitgliedern Henrik Danhage, Michael Håkansson (The Forsaken) und Sven Karlsson (Soilwork) folgte die nächste Tour durch Europa als Support von Therion (Opener waren My Insanity). Nach erneutem Keyboarderwechsel gab der ehemalige Keyboarder von Andromeda auf einer Tour als Headliner durch Frankreich und Skandinavien ein kurzes Gastspiel und wurde bald durch Rikard Zander ersetzt. 2003 folgte das Album Recreation Day, zu dem für Blinded und I’m Sorry Musikvideos gedreht wurden. Außerdem wurde das Schlagzeug von Jonas Ekdahl besetzt und eine US-Tour mit Arch Enemy veranstaltet.
Nachdem 2004 The Inner Circle erschien, auf dem wie auch auf den anderen Alben Englunds Frau einige Zeilen eingesungen hatte, wurde die Band von Iced Earth und Children of Bodom auf einer Tour durch Nordamerika unterstützt. Die nachträglich zur gleichnamigen Doppel-CD veröffentlichte Doppel-DVD A Night to Remember – Live 2004 schaffte es 2005 an die Spitze der schwedischen DVD-Charts. Seit 2004 betreiben Ekdahl, Zander und Danhage auch das Death-Metal-Trio Death Destruction als Projekt parallel zur Bandtätigkeit. Die Band wechselte 2008 von InsideOut Music zum Plattenlabel SPV.
Im Mai 2010 gab die Band auf ihrer Homepage bekannt, dass Gitarrist Henrik Danhage und Schlagzeuger Jonas Ekdahl die Band in „gegenseitiger Freundschaft“ verlassen würden, um sich Death Destruction widmen zu können. Daraufhin gab auch Jari Kainulainen seinen Ausstieg wegen besserer Verdienstmöglichkeiten bekannt. Als Ersatz wurden Marcus Jidell (Royal Hunt), Johan Niemann und Hannes Van Dahl bekanntgegeben.
Am 15. Dezember 2023 erschien ihr Jubiläumsalbum mit dem Titel From Dark Discoveries to Heartless Portraits.
Am 21. Mai 2024 kündigte die Band auf ihren Social-Media-Kanälen Simen Sandnes als Nachfolger des langjährigen Schlagzeugers Jonas Ekdahl an.

## Stil
Evergreys Musik ist recht düster, die Texte immer dunkler Art. Die Band (Jonas Ekdahl) bezeichnet sich selbst als „Melodic Dark Power Metal“, jedoch hat die Band deutliche Thrash und Progressive-Einflüsse, weshalb man das Genre nicht eindeutig festlegen kann. War The Dark Discovery thematisch noch recht allgemein gehalten, wurden die späteren Aufnahmen zu Konzeptalben. Auf In Search of Truth, das sich mit Paranoia befasst, ist ein Mann überzeugt, dass er von Außerirdischen entführt wurde. Als Inspirationsquelle für dieses Werk wurde der US-amerikanische Autor Whitley Strieber genannt. The Inner Circle befasst sich mit religiösem Fanatismus, während sich auf Recreation Day alles um den Tod dreht.

## Diskografie

### Studioalben
| Jahr | Titel Musiklabel                                            | Höchstplatzierung, Gesamtwochen, AuszeichnungChartplatzierungen (Jahr, Titel, Musiklabel, Platzierungen, Wochen, Auszeichnungen, Anmerkungen) | Höchstplatzierung, Gesamtwochen, AuszeichnungChartplatzierungen (Jahr, Titel, Musiklabel, Platzierungen, Wochen, Auszeichnungen, Anmerkungen) | Höchstplatzierung, Gesamtwochen, AuszeichnungChartplatzierungen (Jahr, Titel, Musiklabel, Platzierungen, Wochen, Auszeichnungen, Anmerkungen) | Höchstplatzierung, Gesamtwochen, AuszeichnungChartplatzierungen (Jahr, Titel, Musiklabel, Platzierungen, Wochen, Auszeichnungen, Anmerkungen) | Anmerkungen                              |
| Jahr | Titel Musiklabel                                            | DE | CH | AT | SE | Anmerkungen                              |
| ---- | ----------------------------------------------------------- | --- | --- | --- | --- | ---------------------------------------- |
| 1998 | The Dark Discovery GNW Records                              | — | — | — | — | Erstveröffentlichung: 1998               |
| 1999 | Solitude, Dominance, Tragedy GNW Records                    | — | — | — | — | Erstveröffentlichung: 17. Mai 1999       |
| 2001 | In Search for Truth InsideOut Music                         | — | — | — | SE59 (1 Wo.)SE | Erstveröffentlichung: 18. September 2001 |
| 2003 | Recreation Day InsideOut Music                              | — | — | — | SE18 (3 Wo.)SE | Erstveröffentlichung: 11. März 2003      |
| 2004 | The Inner Circle InsideOut Music                            | — | — | — | SE24 (4 Wo.)SE | Erstveröffentlichung: 27. April 2004     |
| 2006 | Monday Morning Apocalypse InsideOut Music                   | — | — | — | SE6 (2 Wo.)SE | Erstveröffentlichung: 4. April 2006      |
| 2008 | Torn Steamhammer                                            | — | — | — | SE4 (2 Wo.)SE | Erstveröffentlichung: 19. September 2008 |
| 2011 | Glorious Collision Steamhammer                              | — | — | — | SE8 (2 Wo.)SE | Erstveröffentlichung: 22. Februar 2011   |
| 2014 | Hymns for the Broken AFM Records                            | DE62 (1 Wo.)DE | — | — | SE43 (1 Wo.)SE | Erstveröffentlichung: 26. September 2014 |
| 2016 | The Storm Within AFM Records                                | DE39 (1 Wo.)DE | CH32 (1 Wo.)CH | — | SE29 (1 Wo.)SE | Erstveröffentlichung: 9. September 2016  |
| 2019 | The Atlantic AFM Records                                    | DE15 (1 Wo.)DE | CH23 (2 Wo.)CH | — | SE37 (1 Wo.)SE | Erstveröffentlichung: 15. Januar 2019    |
| 2021 | Escape of the Phoenix AFM Records                           | DE12 (2 Wo.)DE | CH12 (1 Wo.)CH | AT35 (1 Wo.)AT | SE30 (1 Wo.)SE | Erstveröffentlichung: 26. Februar 2021   |
| 2022 | A Heartless Portrait (The Orphean Testament) Napalm Records | DE12 (1 Wo.)DE | CH13 (2 Wo.)CH | AT71 (1 Wo.)AT | SE54 (1 Wo.)SE | Erstveröffentlichung: 20. Mai 2022       |
| 2024 | Theories of Emptiness Napalm Records                        | DE20 (1 Wo.)DE | CH30 (1 Wo.)CH | AT12 (1 Wo.)AT | SE13 (1 Wo.)SE | Erstveröffentlichung: 7. Juni 2024       |

### Livealben
| Jahr | Titel Musiklabel                          | Höchstplatzierung, Gesamtwochen, AuszeichnungChartsChartplatzierungen (Jahr, Titel, Musiklabel, Platzierungen, Wochen, Auszeichnungen, Anmerkungen) | Anmerkungen                         |
| Jahr | Titel Musiklabel                          | CH | Anmerkungen                         |
| ---- | ----------------------------------------- | --- | ----------------------------------- |
| 2005 | A Night to Remember InsideOut Music       | — | Erstveröffentlichung: 15. März 2005 |
| 2022 | Live: Before the Aftermath Napalm Records | CH100 (1 Wo.)CH | Erstveröffentlichung: 20. Mai 2022  |

### Kompilationen
| Jahr | Titel Musiklabel                                             | Anmerkungen                             |
| ---- | ------------------------------------------------------------ | --------------------------------------- |
| 2023 | From Dark Discoveries to Heartless Portraits InsideOut Music | Erstveröffentlichung: 15. Dezember 2023 |

### Singles (Auswahl)
| Jahr | Titel Album               | Höchstplatzierung, Gesamtwochen, AuszeichnungChartsChartplatzierungen (Jahr, Titel, Album, Platzierungen, Wochen, Auszeichnungen, Anmerkungen) | Anmerkungen                                              |
| Jahr | Titel Album               | SE | Anmerkungen                                              |
| ---- | ------------------------- | --- | -------------------------------------------------------- |
| 2006 | Monday Morning Apocalypse | SE19 (2 Wo.)SE | Erstveröffentlichung: 6. März 2006                       |
| 2011 | Wrong Glorious Collision  | SE— GoldSE | Erstveröffentlichung: 3. Februar 2011 Verkäufe: + 20.000 |

## Galerie

Evergrey, Line-Up beim Rockharz 2018
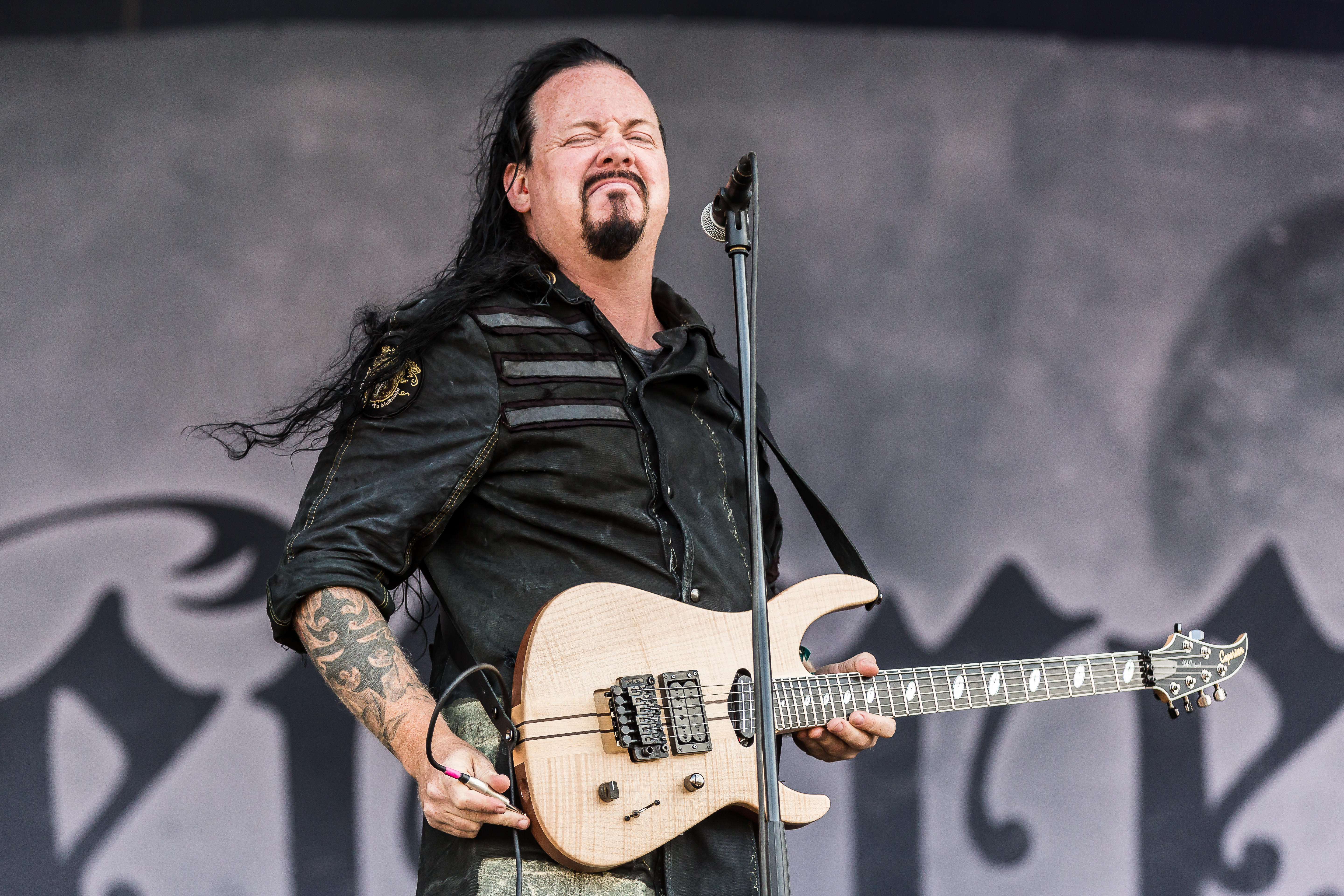
Sänger Tom S. Englund
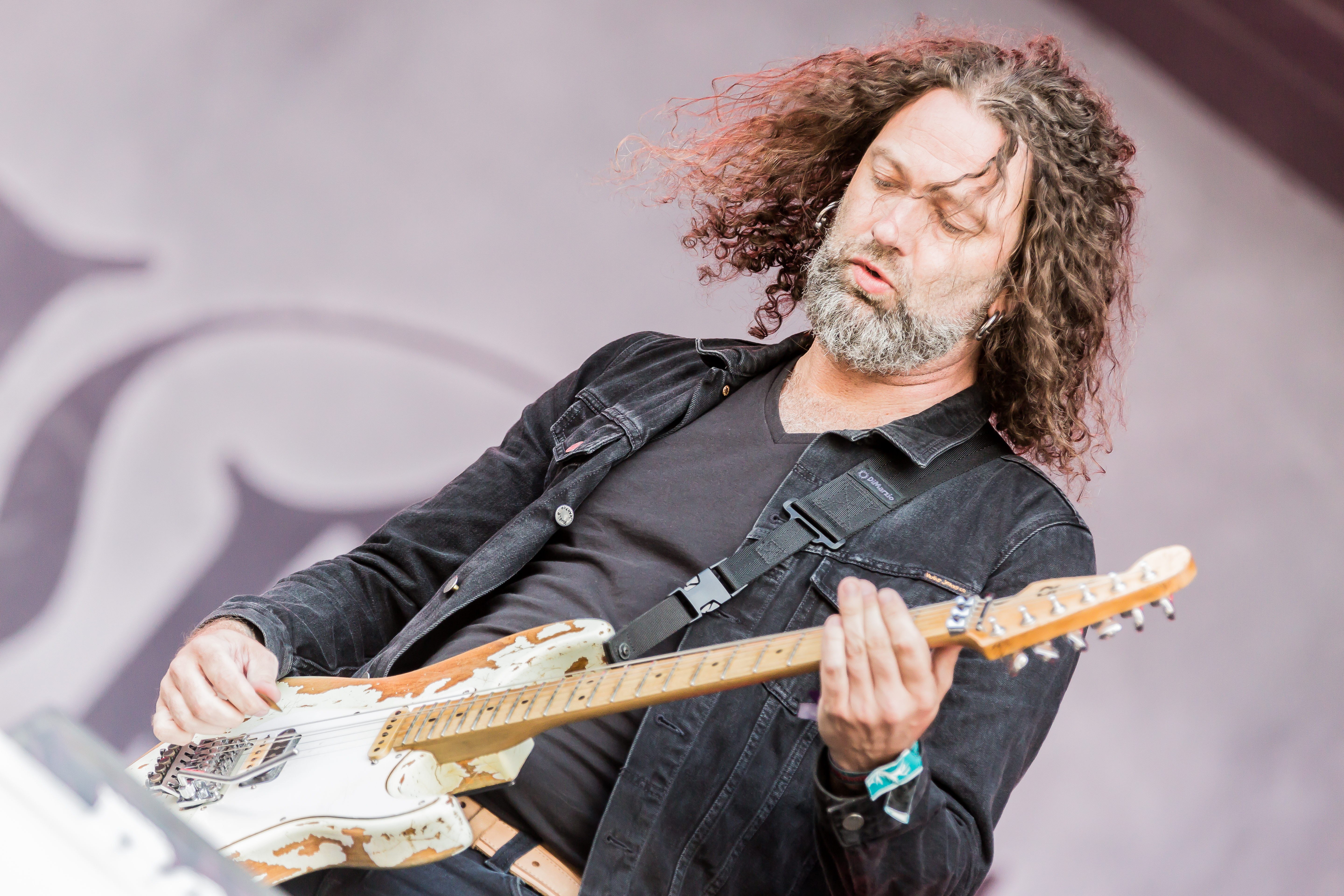
Gitarrist Henrik Danhage
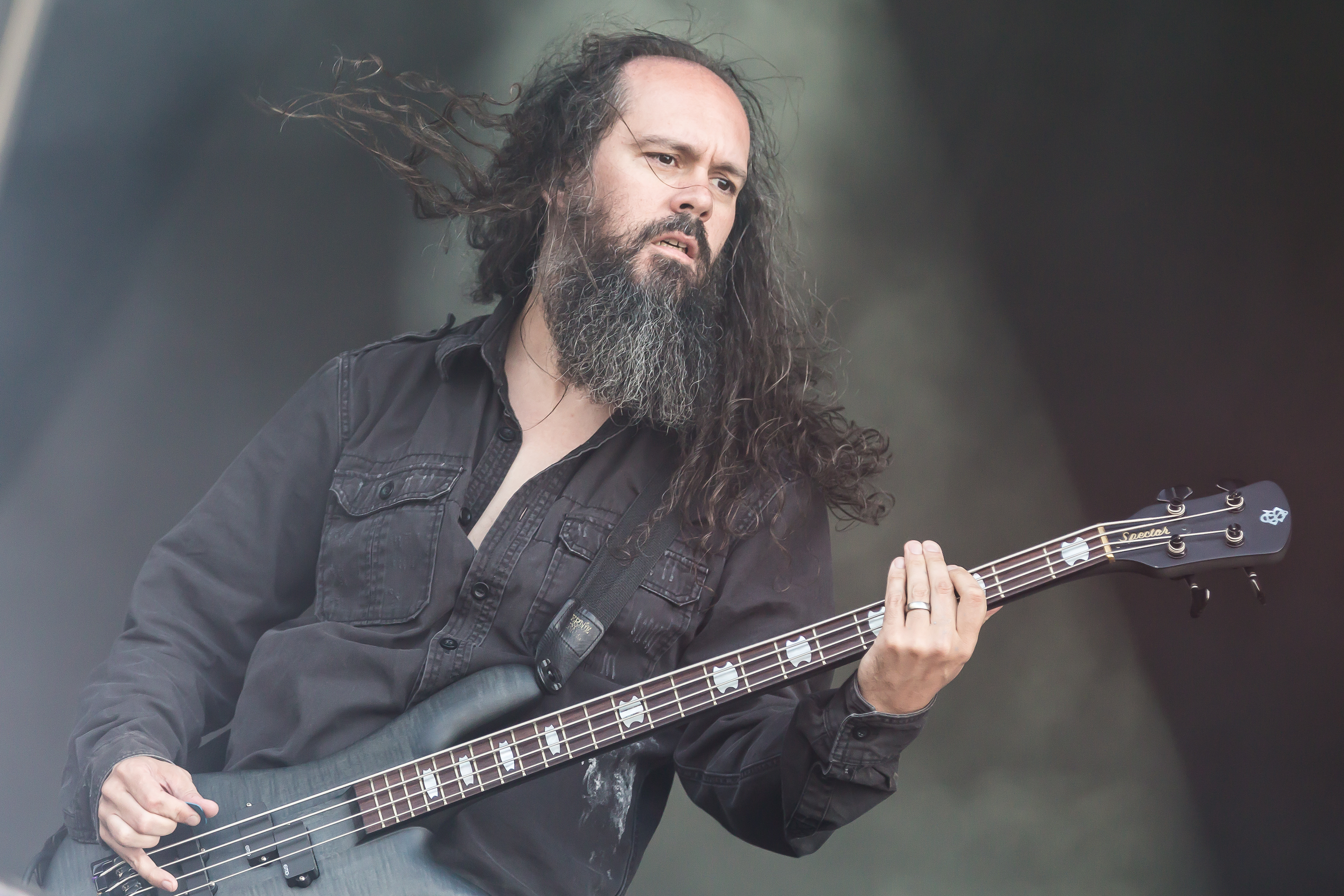
Bassist Johan Niemann
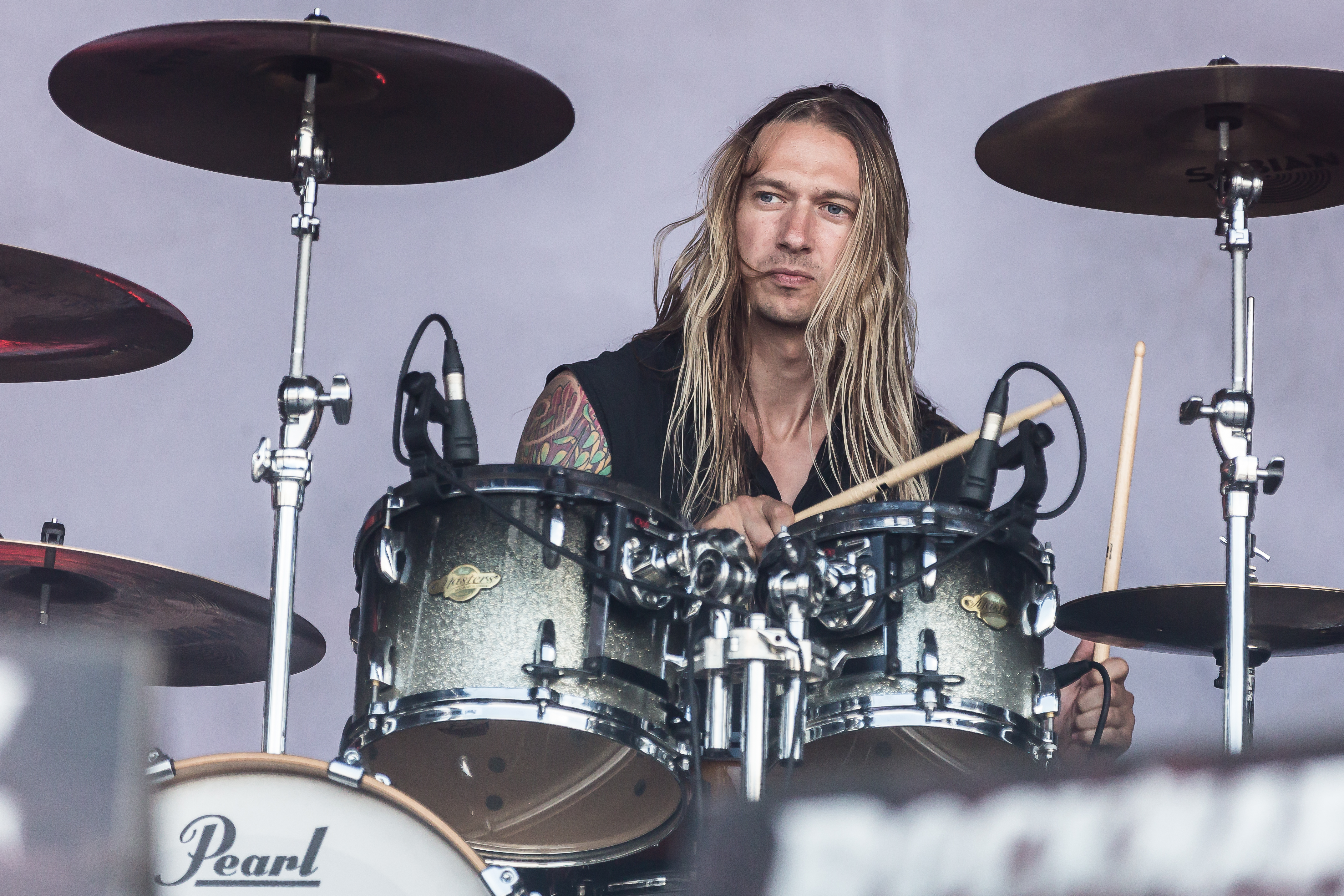
Schlagzeuger Jonas Ekdahl
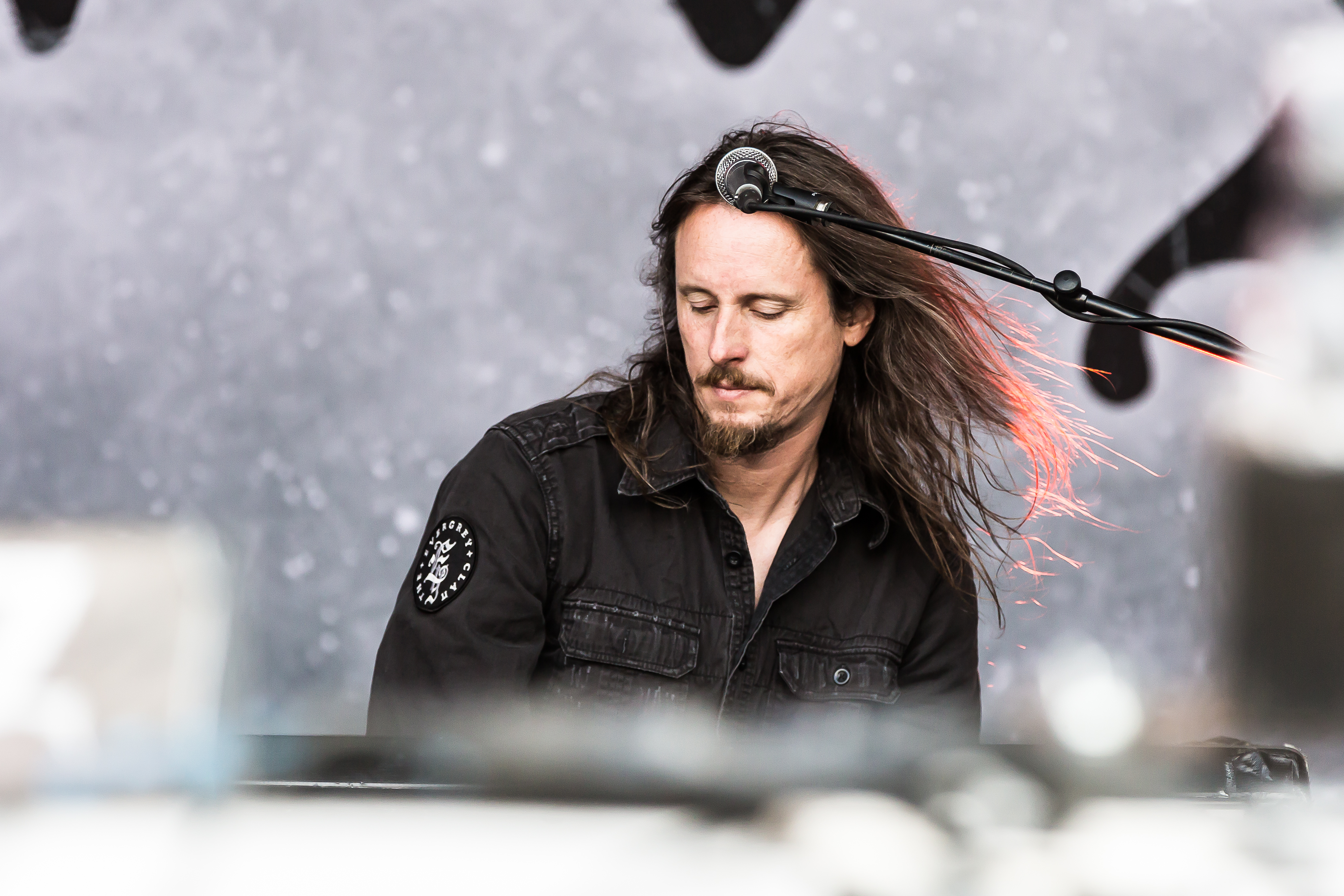
Keyboarder Rikard Zander